# Manuel Coscione
Manuel Coscione (ur. 29 stycznia 1980 w Cuneo) – włoski siatkarz, grający na pozycji rozgrywającego, reprezentant kraju. Od sezonu 2020/2021 występuje w drużynie Prisma Volley Taranto.

## Sukcesy klubowe
Puchar Europy Zdobywców Pucharów:
- 1998
- 1999, 2000

Mistrzostwo Włoch:
- 1998
- 1999, 2000, 2001, 2006, 2007

Puchar Włoch:
- 1999, 2002, 2006

Superpuchar Włoch:
- 1999

Puchar CEV:
- 2002, 2008

## Nagrody indywidualne
- 2008: MVP w finale Pucharu CEV